# 孔繁根
孔繁根（1930年1月—2022年12月30日），男，河北肃宁人，中国新闻摄影师、记者、教育工作者，中国人民大学新闻系教授。